# We Are But Little Children Weak
We Are But Little Children Weak è un cortometraggio muto del 1913 diretto da Warwick Buckland.

## Trama
Una ragazza, benché sia zoppa, riesce a salvare il padre ubriaco dai binari della linea ferroviaria.

## Produzione
Il film fu prodotto dalla Hepworth.

## Distribuzione
Distribuito dalla Hepworth, il film - un cortometraggio in una bobina - uscì nelle sale cinematografiche britanniche nel febbraio 1913.
Si conoscono pochi dati del film che, prodotto dalla Hepworth, fu distrutto nel 1924 dallo stesso produttore, Cecil M. Hepworth. Fallito, in gravissime difficoltà finanziarie, il produttore pensò in questo modo di poter almeno recuperare il nitrato d'argento della pellicola.